# Centro Democrático (Italia)
Centro Democrático (en italiano, Centro Democratico; CD) es un partido político italiano centrista, fundado el 28 de diciembre de 2012 de cara a las elecciones generales de 2013, siendo miembro de la coalición Italia. Bien Común.
Está dirigido por Bruno Tabacci. El partido fue formado por Derechos y Libertad (DL), dirigido por Massimo Donadi, y por algunos exmiembros de la Alianza por Italia (ApI), dirigida por Francesco Rutelli. 
Es miembro del Partido de la Alianza de los Liberales y Demócratas por Europa.

## Elecciones legislativas 2018
En enero de 2018 se anunció que Tabacci cedía el partido a Emma Bonino para que pueda concurrir a las elecciones legislativas de Italia previstas en marzo de 2018, permitiendo así que Bonino participe en la contienda electoral con lista propia sin necesidad de verse obligada a recoger 25.000 firmas en 63 circunscripciones tal como marca la ley. Tabacci explicó que con esta decisión se hacía un servicio a la democracia.